# White Christmas
„White Christmas“ („Bílé Vánoce“) je píseň, kterou složil v roce 1940 Irving Berlin a v jejím textu vyjadřuje nostalgii po zasněžených vánocích svého dětství. Napsal ji pro Binga Crosbyho, který ji poprvé zpíval na Boží Hod 1941 v rozhlasovém pořadu The Kraft Music Hall. 29. května 1942 pořídil s pěveckým sborem Kena Darbyho a orchestrem Johna Scotta Trottera první gramofonovou nahrávku. 4. srpna 1942 měl premiéru filmový muzikál Holiday Inn s touto ústřední melodií. V roce 1942 získaly „White Christmas“ Oscara za nejlepší původní píseň. Podle Guinnessovy knihy rekordů jde o komerčně nejúspěšnější nahrávku všech dob, které se prodalo po světě padesát miliónů kusů. Píseň se stala v USA symbolem vánočních svátků a inspirovala další film White Christmas (1954, režie Michael Curtiz). V anketě Skladby století se umístila na druhém místě za „Over the Rainbow“.
Existují také desetitisíce coververzí, s nimiž se celková prodávanost písně odhaduje na sto miliónů. Nejznámější verze vydali Frank Sinatra, Elvis Presley, Doris Dayová, Tony Bennett, Michael Bolton, Barbra Streisandová a Bette Midlerová. V češtině ji nazpíval Karel Gott (titulní píseň alba Bílé vánoce), Helena Vondráčková nebo Yvetta Simonová, autorem překladu je Jaroslav Moravec.